# Djibouti op de Olympische Zomerspelen 1988
Djibouti nam voor de tweede keer deel aan de Olympische Zomerspelen 1988 in Seoel, Zuid-Korea. Er werden 1 bronzen medaille gewonnen.

## Deelnemers

### Atletiek
| Olympiër             | Discipline   | Resultaat | Prestatie                 |
| -------------------- | ------------ | --------- | ------------------------- |
| Hoche Yaya Aden      | 1500m (m)    | 44e       | serie 1: 12de in 3.51,56  |
| Ismael Hassan        | 5000m (m)    | 35e       | serie 1: 14de in 14.45,40 |
| Talal Omar Abdillahi | 10000m (m)   | 35e       | serie 2: 18de in 30.08,53 |
| Omar Moussa          | marathon (m) | 49e       | 2:25.25                   |
| Hussein Ahmed Salah  | marathon (m) | Brons     | 2:10.59                   |

### Zeilen
| Olympiër        | Discipline | Resultaat | Prestatie                            |
| --------------- | ---------- | --------- | ------------------------------------ |
| Robleh Ali Adou | divisie II | 40e       | 255 punten: (38-31-32-37-PMS-41-DNF) |

Afghanistan · Algerije · Amerikaanse Maagdeneilanden · Amerikaans-Samoa · Andorra · Angola · Antigua en Barbuda · Argentinië · Aruba · Australië · Bahama’s · Bahrein · Bangladesh · Barbados · België · Belize · Benin · Bermuda · Bhutan · Birma · Bolivia · Bondsrepubliek Duitsland · Botswana · Brazilië · Britse Maagdeneilanden · Brunei · Bulgarije · Burkina Faso · Canada · Centraal-Afrikaanse Republiek · Chili · China · Chinees Taipei · Colombia · Congo-Brazzaville · Cookeilanden · Costa Rica · Cyprus · Denemarken · Djibouti · Dominicaanse Republiek · Duitse Democratische Republiek · Ecuador · Egypte · El Salvador · Equatoriaal-Guinea · Fiji · Filipijnen · Finland · Frankrijk · Gabon · Gambia · Ghana · Grenada · Griekenland · Groot-Brittannië · Guam · Guatemala · Guinee · Guyana · Haïti · Honduras · Hongarije · Hongkong · Ierland · IJsland · India · Indonesië · Irak · Iran · Israël · Italië · Ivoorkust · Jamaica · Japan · Joegoslavië · Jordanië · Kaaimaneilanden · Kameroen · Kenia · Koeweit · Laos · Lesotho · Libanon · Liberia · Libië · Liechtenstein · Luxemburg · Malawi · Malediven · Maleisië · Mali · Malta · Marokko · Mauritanië · Mauritius · Mexico · Monaco · Mongolië · Mozambique · Nederland · Nederlandse Antillen · Nepal · Nieuw-Zeeland · Niger · Nigeria · Noord-Jemen · Noorwegen · Oeganda · Oman · Oostenrijk · Pakistan · Panama · Papoea-Nieuw-Guinea · Paraguay · Peru · Polen · Portugal · Puerto Rico · Qatar · Roemenië · Rwanda · Saint Vincent en de Grenadines · Salomonseilanden · Samoa · San Marino · Saoedi-Arabië · Senegal · Sierra Leone · Singapore · Soedan · Somalië · Sovjet-Unie · Spanje · Sri Lanka · Suriname · Swaziland · Syrië · Tanzania · Thailand · Togo · Tonga · Trinidad en Tobago · Tsjaad · Tsjecho-Slowakije · Tunesië · Turkije · Uruguay · Vanuatu · Venezuela · Verenigde Arabische Emiraten · Verenigde Staten · Vietnam · Zaïre · Zambia · Zimbabwe · Zuid-Jemen · Zuid-Korea · Zweden · Zwitserland